# Mary Ann Mobley

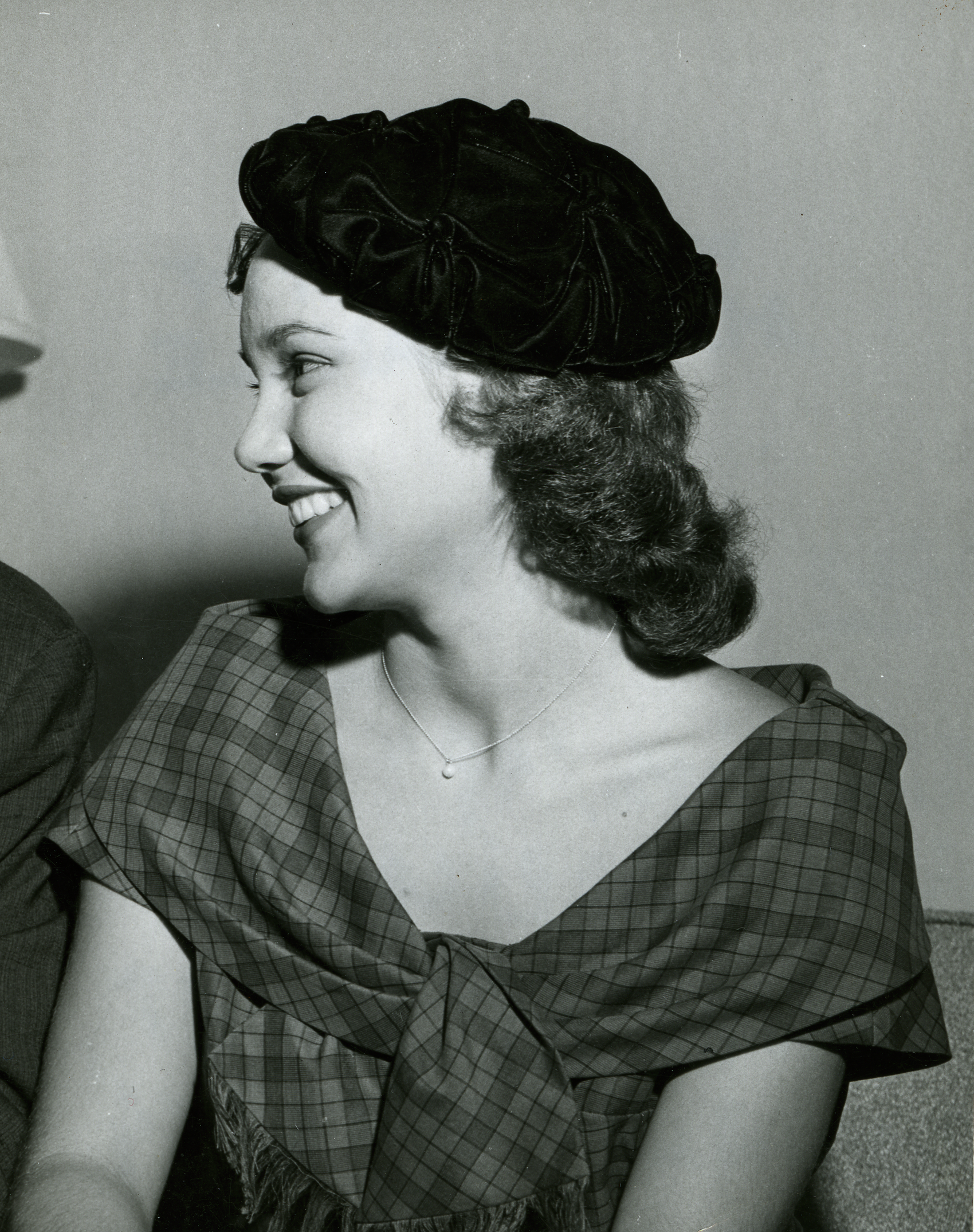
Mary Ann Mobley (1958)

Mary Ann Mobley (* 17. Februar 1937 in Biloxi, Mississippi; † 9. Dezember 2014 in Beverly Hills, Kalifornien) war eine US-amerikanische Schauspielerin und Miss America von 1959.

## Leben
Mary Ann Mobley studierte an der University of Mississippi. Nachdem sie zur Miss Mississippi gewählt worden war, gewann sie 1959 als erste Kandidatin aus diesem Bundesstaat den Schönheitswettbewerb der Miss America 1959. Anschließend startete sie eine Schauspielkarriere. Für ihre erste Hauptrolle, die Darstellung der Teresa „Terry“ Taylor in der 1964 erschienenen und von Sidney Miller inszenierten Filmkomödie Get Yourself a College Girl, wurde sie bei der Verleihung der Golden Globe Awards 1965 gemeinsam mit Mia Farrow und Celia Kaye als Beste Nachwuchsdarstellerin ausgezeichnet. Später wurde sie als Batgirl für die Fernsehserie Batman gecastet, aber noch vor Drehbeginn durch Yvonne Craig ersetzt. Auch als Originalmitglied der Fernsehserie The Girl from U.N.C.L.E wurde sie nach einer Folge abgelöst; dieses Mal durch Stefanie Powers.
Mobley heiratete 1967 den Schauspieler Gary Collins. Mit ihm moderierte sie 1989 den Miss-America-Schönheitswettbewerb. Beide bekamen ein gemeinsames Kind. Sie lebten seit 2011 getrennt, waren aber bis zu Collins’ Tod im Oktober 2012 verheiratet. Mobley starb im Dezember 2014 im Alter von 77 Jahren in Beverly Hills.

## Filmografie (Auswahl)

### Film
- 1964: Get Yourself a College Girl
- 1965: Staatsfeind Nr. 1 – John Dillinger (Young Dillinger)
- 1965: Kurven-Lilly (Girl Happy)
- 1965: Verschollen im Harem (Harum Scarum)
- 1966: Drei auf einer Couch (Three on a Couch)
- 1967: Der Pirat des Königs (The King’s Pirate)
- 1967: Colonel Custer (The Legend of Custer)
- 1968: Istanbul Expreß (Istanbul Express)

### Serie
- 1963–1965: Amos Burke (Burke’s Law, fünf Folgen)
- 1964–1966: Perry Mason (zwei Folgen)
- 1965–1966: Wettlauf mit dem Tod (Run for Your Life, zwei Folgen)
- 1966: Kobra, übernehmen Sie (Mission: Impossible, zwei Folgen)
- 1969–1973: Love, American Style (fünf Folgen)
- 1973: The New Perry Mason (eine Folge)
- 1978–1984: Fantasy Island (acht Folgen)
- 1978–1985: Love Boat (The Love Boat, drei Folgen)
- 1980–1986: Noch Fragen Arnold? (Diff’rent Strokes, 13 Folgen)
- 1988: Falcon Crest (vier Folgen)